# Liana

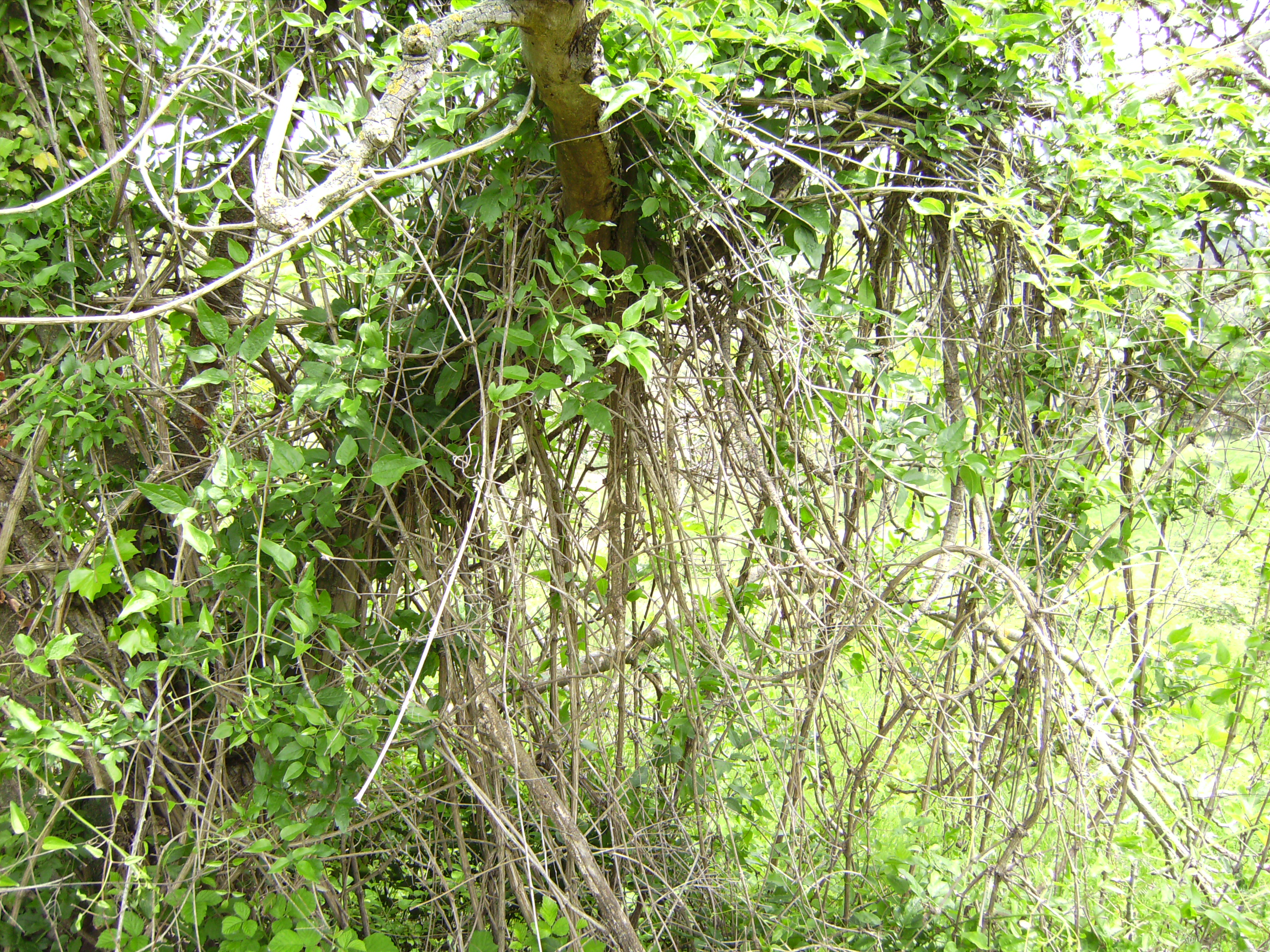
Lianes de vidalba (Clematis vitalba) penjant d'una figuera a Castelltallat.

Liana és el nom genèric que es dona a tots els tipus de plantes enfiladisses terrestres amb tiges llenyoses, epífites o capaces d'entortolligar-se a la roca o a les construccions.

## Definició
La paraula liana no designa cap categoria taxonòmica, sinó una descripció de la manera com creix la planta, l'arquitectura de la liana i la seva evolució al curs de la seva vida en funció dels pisos forestals que ocupa.

Es troben lianes de diverses famílies botàniques.
La característica comuna i principal, probablement una adaptació evolutiva adquirida gràcies a la cursa cap a la llum durant l'evolució és que s'entortolliguen als arbres, però no totes són paràsites ni de competició, algunes poden beneficiar el seu suport, que en general no en surt perjudicat.

## Tipologia
Algunes lianes germinen a terra i van cap a la llum, d'altres germinen dalt dels arbres com a epífites a partir de llavors portades pels animals i emeten una tija que arriba a terra, arrelen i des d'allà pugen.

## Repartiment geogràfic
De lianes n'hi ha moltes en els boscos tropicals humits. N'hi pot haver de diverses espècies en un sol arbre.

Altres lianes es troben en climes temperats com la vidalba Clematis vitalba L. que és una planta pionera.).

## Utilització de les lianes
Algunes lianes es cultiven com la vinya, el llúpol, o la vainilla o són utilitzades com a plantes decoratives clemàtides.
Fins i tot el conegut verí anomenat curare és una substància extreta de lianes amazòniques com la Chondodendron tomentosum.
En els còmics i el cinema la liana ha estat utilitzada a bastament per Tarzan que en realitat imitava als gran simis com l'orangutan i els ximpanzé que se'n serveixen per arribar al fruits o les fulles dels arbres i per traslladar-se.
A Madagascar també el lèmurs es desplacen mitjançant les lianes.